# Peter van Biezen
Peter van Biezen (* 1. März 1983 in Tilburg) ist ein niederländischer Eishockeyspieler, der seit 1998 bei den Tilburg Trappers in der Eredivisie unter Vertrag steht. Sein älterer Bruder John ist ebenfalls ein niederländischer Eishockeyspieler.  

## Karriere
Peter van Biezen spielte 1998 zunächst für die zweite Mannschaft der Tilburg Trappers in der zweiten niederländischen Spielklasse. Von 2000 bis 2015 stand er im Profikader des Eredivisie-Teams und gewann in dieser Zeit fünf Meisterschaften (2001, 2007, 2008, 2014 und 2015) und sieben Mal den niederländischen Pokalwettbewerb (2001, 2006, 2008, 2011, 2013, 2014 und 2015). Von 2009 bis 2011 sowie 2012/13 war er Assistenzkapitän seiner Mannschaft und wurde in der Saison 2010/11 als bester niederländischer Spieler der Eredivisie ausgezeichnet. In der Spielzeit 2013/14 verzeichnete er die meisten Assists der Ehrendivision. Seit 2015 spielt er mit der Mannschaft in der deutschen Oberliga Nord und konnte 2016 die deutsche Oberliga-Meisterschaft gewinnen. Als niederländischer Mannschaft blieb den Trappers jedoch der Aufstieg in die DEL2 verwehrt.

### International
Für die Niederlande nahm van Biezen im Juniorenbereich an den U18-Weltmeisterschaften der Europa-Division II 1999 und 2000 und der U18-Weltmeisterschaft der Division III 2001 sowie der U20-D-Weltmeisterschaft 2000, der U20-Weltmeisterschaft der Division III 2001 sowie der U20-Weltmeisterschaft der Division II 2002 teil.
Im Seniorenbereich stand er im Aufgebot seines Landes bei den Weltmeisterschaften der Division I 2002, 2003, 2005, 2006, 2007, 2008, 2009, 2010, 2012 und 2015.

## Erfolge und Auszeichnungen
| - 2001 Niederländischer Meister mit den Tilburg Trappers - 2001 Niederländischer Pokalsieger mit den Tilburg Trappers - 2006 Niederländischer Pokalsieger mit den Tilburg Trappers - 2007 Niederländischer Meister mit den Tilburg Trappers - 2008 Niederländischer Meister und Pokalsieger mit den Tilburg Trappers - 2011 Niederländischer Pokalsieger mit den Tilburg Trappers | - 2011 Bester niederländischer Spieler der Eredivisie - 2013 Niederländischer Pokalsieger mit den Tilburg Trappers - 2014 Niederländischer Meister und Pokalsieger mit den Tilburg Trappers - 2014 Meiste Torvorlagen der Ehrendivision - 2015 Niederländischer Meister und Pokalsieger mit den Tilburg Trappers - 2016 Deutscher Oberligameister mit den Tilburg Trappers |

### International
- 2001 Aufstieg in die Division II bei der U18-Junioren-Weltmeisterschaft der Division III
- 2001 Aufstieg in die Division II bei der U20-Junioren-Weltmeisterschaft der Division III